# Constantin Koenen

Koenen 1891 (vorne in der Mitte sitzend)

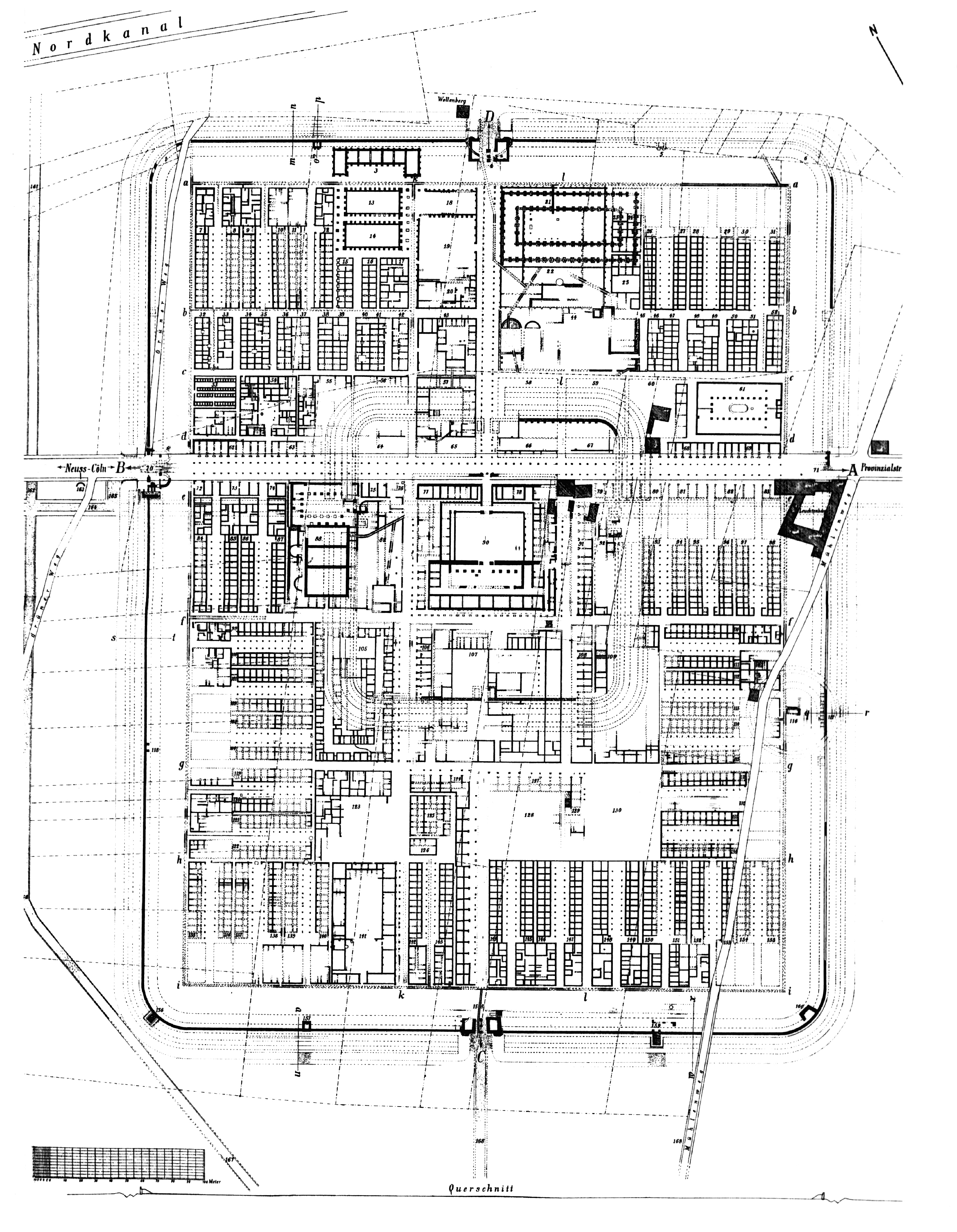
Grundriss des Legionslagers Novaesium

Constantin Koenen (* 28. Januar 1854 in Bielefeld; † 3. Oktober 1929 in Neuss) war ein deutscher Altertumsforscher und Provinzialrömischer Archäologe.
Koenen entstammte einer Neusser Familie. Zusammen mit seinen acht Geschwistern sowie dem späteren Maler Max Clarenbach wuchs er im Haushalt seines Vaters auf, der Hafenmeister in Neuss war. Schon als Kind interessierte sich Constantin Koenen für Altertümer und sammelte Fossilien, alte Münzen und römische Keramik. Als 15-Jähriger begann er eine Ausbildung als Granitklopfer und Bildhauer an der Düsseldorfer Kunstakademie. Sein Interesse konzentrierte sich jedoch zunehmend auf die Archäologie.
1875 begann Koenen, für den Bonner Verein von Altertumsfreunden im Rheinlande Ausgrabungen durchzuführen, so auch im Bonner Legionslager. Diese Erfahrungen erhärteten seine Vermutung, das lang gesuchte Legionslager in seiner Heimatstadt Neuss habe sich bei Grimlinghausen befunden. Eine Versuchsgrabung Koenens erbrachte 1886 den Beweis dieser Annahme. Zwischen 1887 und 1900 wurde nun das Legionslager Neuss unter der örtlichen Leitung Koenens planmäßig aufgedeckt. 1904, vier Jahre nach Beendigung der Ausgrabungen, wurden die Ergebnisse veröffentlicht. 1899 ernannte ihn das Deutsche Archäologische Institut zum korrespondierenden Mitglied.
Die Aufdeckung des antiken Kastells Novaesium war für Constantin Koenen nur eine – wenn auch wichtige – Etappe in seinem Leben. Ausgrabungstätigkeiten in Deutschland und Spanien sowie Forschungsreisen nach Portugal, Dänemark, Schweden, Norwegen, England, Frankreich und Belgien sind zu nennen. Nach seinem Austritt aus den Diensten des Bonner Provinzialmuseums 1908 siedelte Koenen nach Neuss über und versuchte mit mäßigem Erfolg, seinen Unterhalt als Privatgelehrter zu verdienen. Zu seinem 70. Geburtstag bekam er die Ehrendoktorwürde verliehen.

## Veröffentlichungen (Auswahl)
- Gefässkunde der vorrömischen, römischen und fränkischen Zeit in den Rheinlanden. Bonn, Hanstein, 1895. (Digitalisat)
- mit Heinrich Nissen: Caesars Rheinfestung. In: Bonner Jahrbücher 104, 1899.
- Beschreibung von Novaesium. In: Bonner Jahrbücher 111/112, 1904, S. 97–242.
- Führer durch die städtische Altertumssammlung in Andernach. Andernach 1910/11.
- Novaesium. In: G. Enter: Neuss am Rhein. Düsseldorf 1926, S. 1 ff.